# Рейд на Житомир
Рейд на Житомир — бої 25 і 26 квітня 1920 року під час Київської експедиції на початку Радянсько-польської війни.
Це був невеликий епізод, який мало важливий для ходу війни, але він мав велике значення для військового мистецтва того періоду. Крім мітингу в Ковелі, він був одним із небагатьох прикладів використання швидких моторних сил.

## Планування боротьби
Оперативний план наступу поляків в Україні передбачав, що на першому етапі більшовицькі сили будуть розділені на дві частини, а Житомир і Козятин будуть швидко зайняті. Таким чином, відсікання над Дніпром військ Червоної Армії, що стояли на півночі, було відключено. Більшовицькі війська, що стояли на півдні залізничної лінії Шепетівка — Козятин, повинні були проштовхнутися на південь. У районі Новоград-Волинського групу генерала Ридза-Сиігли складали 1-ша піхотна дивізія легіонів, 7-ма піхотна дивізія (II РП), 3-тя бригада водіння і сім важких артилерійських батарей. Групі було призначено три взводи бронеавтомобілів і моторизовану батарею. Група повинна була зайняти Житомир у перший день бою (не пізніше другого ранку), а також контролювати мости через Тетерів в Житомирі і Коростишеві. Відстань від стартового району до Житомира становила 80 км, тому піхоту перевозили на машинах (сорок вантажівок).
20 квітня Ридз-Сміґли видав оперативне розпорядження, згідно з яким посилені 3 БЛП зосереджені в передмісті Новоград-Волинського. Передбачалося розірвати радянський фронт і відкрити 1 спосіб БПЛегіону провести бій до Житомира. Групування 7-ї піхотної дивізії на північ від Новоград-Волинського із силами 14-ї піхотної бригади і 12-го полку Углана мали поспішати скоротити залізничну колію Коростень — Житомир і дістатися до Тетерева. Застрахувати марш, який мав з боку Радомишля, і взяти міст на Тетерівській бригаді 3-го ралі. На південь від автомагістралі Новоград-Волинський — Житомир рушила 13-та піхотна бригада 7-ї піхотної дивізії. Перед групою стояла 17-та піхотна дивізія, посилена 3-ю кавалерійською бригадою (загалом 1500 солдатів і 8 гармат). У цьому епізоді фронту противником польсько-української армії була 58-ма стрілецька дивізія 12-ї більшовицької армії, 45-та стрілецька бригада 15-ї дивізії гвинтівки (обидві частини мали близько 2000 солдатів, дев'ятнадцять гармат, сім бронемашин). Більшовики отримували поставки через Гусятин і Житомир. Генерал Ридз-Сміглий чекав сильної оборони. Для того, щоб здивувати більшовиків у Житомирі, колону відправили по дорозі, паралельній дорозі Новоград-Волинський - Житомир.
Аби контролювати ierytomierz, моторизована група була створена під командуванням полковника. Dab-Biernacki. Група складалася з 1-го піхотного легіонського полку, саперної компанії та підрозділу. У групі було 40 вантажних автомобілів, половина з яких були напівгусеничні вантажівки Fiat, решта в основному вантажівки Packard з повними колесами. Daimler чотири-колеса ведуть судна були використані щоб буксирувати французькі 75mm гармати. Броньовані автомобілі Ford FT-B використовувалися для підтримки моторизованої групи.

## Битва
25 квітня, о 3.00, був завантажений 1-й Легіонський піхотний полк в автомобілі. Через нестачу транспорту третій батальйон полку мав добиратися пішки. На автомобілях було розміщено ще 25 км від 5-го піхотного полку. З колоною їхав командувач 1-ї піхотної бригади легіону - полковник Стефан Домб-Бернацький. Ok 3,30 підрозділів 6 PPLeg з 3 BPLeg розбили оборону противника на Murawnia в сутичках з радянською кавалерією, вони переїхали в Житомир. 1049/5000
5 р. Лег розгромив поспішну радянську кавалерію над Тенні. Під час маршруту автомобілі застрягли на піщаних дорогах, грілися, а броньовані автомобілі розбивали мости. Місцеве населення зібралося на колонних маршрутах, вітало солдатів молоком і водою і підтримувало підводні човни. Близько 12.30 група перебувала в 14 км на північний захід від Житомира під селищем Вільськ, захищеним стрілецьким полком 522. Полк вийшов, не прийнявши бій. Полковник Домб-Бернацький зупинив колону у Вільско, щоб дочекатися решти машин і організувати 1 ряди БПлег перед очікуваним боєм. Після прибуття автомобілів, піхота була вивантажена з них і відправлена в розпорядження 3 BPLeg, яка просувалася по дорозі. Між 22.00 і 23.00 прибули в Вільську, 3-го батальйону 5 п.п.Лег, під час 3-го батальйону 1 п.п. Вона застрягла моторизовану батарею по дорозі і не було ніякої надії приєднатися до неї. Протягом дня 522 П. напали на польських військ у Вілську, проте він був відбитий і відступив до Житомира. Наприкінці вечора полковник Домб-Бернацький мав три батальйони і бронеавтомобіль у Вілсоку. Полковник Длмб-Бєрнацький, побоюючись втратити здивування, наказав негайно напасти на Житомир двома колонами. О 24.00 два батальйони по 1 л.п. Третій батальйон 5 п.п.Лег, підкріплений компанією ckm з 1 п.п.Легом і броньовиком, пройшов по дорозі на Житомир. Третій батальйон досягла краю Житомира на світанку. Росіяни отримали поляків з сильним вогнем. Поляки пішли позаду і не чіпали, чекаючи 1 п.л. сил. 1 ppLeg боровся на шляху боротьби з пік 520 далі, підтримував 522 плями, і 26 квітня близько 8.00 він стояв зі сходу на краю Житомира. I батальйон 1 п.Лег вдарив дві компанії відразу на залізничну станцію в Житомирі і після відштовхування кавалерійської атаки захопив станцію. Сюрприз був повний. Екіпаж станції втік у бік міста, а потім дві польські компанії. 3-я рота 1-го батальйону взяла на себе радянську батарею. Полковник Домб-Бернацкий на звуці стрільби напав на третій батальйон 5-ти ppLeg на атаку. Після короткого опору екіпаж міста, якого загрожував коліна, вийшов. До 11.00 Житомир перебрали поляки. Вдень 6 ppLeg прибув до міста, воюючи на шляху з поділом 17-ї кавалерійської дивізії. Дві компанії 6 ППЛег були відправлені на машинах і освоїли міст на Тетерово і утворили плацдарм.
Рейд закінчився успіхом польських військ. Протягом 32 годин важливий залізничний вузол був зайнятий, віддалений на 80 км від лінії фронту. Контроль над Житомиром і захоплення Малина і Козятина потряс більшовицький фронт в Україні. 58-а стрілецька дивізія була знищена. З 521, 520 і 521 полки стрілець залишилися в лавах кількох десятків солдатів. Поділ втратив половину артилерії і більшість кулеметів. У боях за Житомир поляки втратили 3 впали і 48 поранених. Поляки взяли кілька сотень військовополонених, взяли 10 гармат, кілька десятків куб. Км, броньований автомобіль, дванадцять автомобілів і 280 вагонів з військовою технікою.